# Nx-25 Natur-Aktien-Index
| nx-25 Natur-Aktien-Index | nx-25 Natur-Aktien-Index |
| ------------------------ | ------------------------ |
| Logo                     |                          |
| Stammdaten               |                          |
| Staat                    | Welt                     |
| Börse                    | Stuttgart                |
| ISIN                     | DE000SL0CJ68             |
| WKN                      | SL0CJ6                   |
| RIC                      | .NX25                    |
| Bloomberg-Code           | NX-25I <Index>           |
| Kategorie                | Aktienindex              |
| Typ                      | Kursindex                |

Der nx-25 Natur-Aktien-Index ist ein nachhaltig orientierter Aktienindex, der aus 25 weltweit nach ethisch-ökologischen Positiv- und Negativ-Kriterien ausgewählten Aktientiteln gebildet wird.
Die Marktkapitalisierung des nx-25 belief sich Ende 2022 auf ca. 800 Milliarden US-Dollar. Die Titelauswahl erfolgt durch einen vierköpfigen Index-Beirat. Der Index wird vom Informationsdienst Öko Invest entwickelt und von Solactive berechnet und über die Börse Stuttgart veröffentlicht.
Die Berechnung erfolgt als Kursindex auf US-Dollarbasis.

## Motiv und Entwicklung

Prozentuale Entwicklung von nx-25 und MSCI World von 1997 bis 2020. (Indexierte Wertentwicklung in US-Dollar.)

### Sinn des Index
Der NAX, aus dem der nx-25 und der NAI – Der Natur-Aktien-Index hervorgingen, wurde 1997 mit dem Ziel geschaffen, zu zeigen, dass ein nach ökologischen Kriterien zusammengestelltes, breit gestreutes Aktienportfolio sich nicht schlechter entwickelt als der durch den MSCI World Index abgebildete Gesamtmarkt.
Dieses Ziel wurde mehrfach übertroffen: Von 1997 bis Ende 2022 stieg der MSCI World um ca. 220 %, der nx-25 im gleichen Zeitraum um mehr als 1.900 % (bzw. bis 2003 der NAX/NAI – der nx-25 wurde ab 2003 als Fortsetzung des NAX bzw. NAI berechnet.)

### Entwicklung nach Punkten
Der Vorgänger NAX startete am 1. April 1997 bei 1.000 Punkten und wurde ab Mai 2003 bei 1.499 Punkten als nx-25 fortgeführt. Der nx-25 stand Mitte August 2020 bei 16.238 Punkten und stieg bis zum 30. Dezember 2022 bis auf 20.020 Punkte.
Das bis zu diesem Zeitpunkt zwischenzeitlich (im November 2021) erreichte Allzeithoch lag bei ca. 25.800 Punkten.

## Unternehmen im nx-25

### Auswahlkriterien
Für den Index infrage kommende Aktien müssen an definierten großen Börsen in Hongkong, Japan, Neuseeland, Israel, Österreich, Belgien, Dänemark, Finnland, Frankreich, Deutschland, Irland, Italien, den Niederlanden, Norwegen, Portugal, Spanien, Schweden, der Schweiz, dem Vereinigten Königreich, Kanada oder den USA gehandelt werden.
Aufgenommen werden Unternehmen laut Indexanbieter, wenn sie sich sozial oder ökologisch auszeichnen, und aus den Branchen erneuerbare Energien, Bio-Lebensmittel, Transport oder Wasserwirtschaft stammen oder sich beim Verfolgen mehrerer der Ziele für nachhaltige Entwicklung der Vereinten Nationen besonders hervortun.
Des Weiteren müssen diverse ethisch-ökologische Kriterien erfüllt werden (u. a. werden Rüstung, Kernenergie, Tabakindustrie, fossile Brennstoffe, sowie Unternehmen mit schweren Menschenrechtsverletzungen, Korruption, Bilanzfälschung und Kartellbildung ausgeschlossen). Darüber hinaus muss Eigenkapital vorhanden sein und jeder Wirtschaftszweig darf nur einmal im Index vertreten sein. Es wird versucht, die Länderverteilung entsprechend der Verteilung der entwickelten Märkte zu realisieren.

### Indexgewichtung
Die Gewichtung der Aktien erfolgt nicht nach der Marktkapitalisierung, sondern es werden alle Titel jährlich gleich gewichtet. Jedes Jahr zum 1. Dezember wird jede Aktie mit jeweils 4 % gewichtet.

### Zusammensetzung
Der nx-25 setzt sich seit dem 28. Februar 2025 aus den folgenden Unternehmen zusammen:
| Name                      | Logo | Land                   | Branche (laut Indexanbieter) |
| ------------------------- | ---- | ---------------------- | ---------------------------- |
| Canadian National Railway |      | Kanada                 | Eisenbahn                    |
| Deckers Outdoor           |      | Vereinigte Staaten     | Schuhe/Bekleidung            |
| eBay                      |      | Vereinigte Staaten     | Handelsplattform             |
| Encompass Health          |      | Vereinigte Staaten     | Gesundheitsdienstleister     |
| Eramet                    |      | Frankreich             | Bergbau                      |
| First Solar               |      | Vereinigte Staaten     | Solarenergie                 |
| Geberit                   |      | Schweiz                | Sanitärtechnik               |
| init SE                   |      | Deutschland            | Telematik (ÖPNV)             |
| Intel                     |      | Vereinigte Staaten     | Informationstechnik          |
| Interface Inc.            |      | Vereinigte Staaten     | Bodenbeläge                  |
| Kurita Water Industries   |      | Japan                  | Umwelttechnik                |
| LTC Properties            |      | Vereinigte Staaten     | Pflege-Immobilien            |
| Li Auto                   |      | Volksrepublik China    | Automobile                   |
| Mayr-Melnhof Karton       |      | Österreich             | Verpackung                   |
| MillerKnoll               |      | Vereinigte Staaten     | Möbel                        |
| Oatly                     |      | Schweden               | Lebensmittel                 |
| Ormat Technologies        |      | Vereinigte Staaten     | Geothermie                   |
| Severn Trent              |      | Vereinigtes Königreich | Wasserversorgung             |
| Shimano                   |      | Japan                  | Fahrräder                    |
| Sprouts Farmers Market    |      | Vereinigte Staaten     | Naturkosteinzelhandel        |
| Tomra Systems             |      | Norwegen               | Pfand-/Sortiergeräte         |
| Umweltbank AG             |      | Deutschland            | Bank                         |
| Verbund AG                |      | Österreich             | Wasserkraftwerksbetreiber    |
| Vestas Wind Systems       |      | Dänemark               | Windturbinen                 |
| VISA                      |      | Vereinigte Staaten     | Zahlungsdienstleistungen     |

Zu den ehemaligen Mitgliedern gehören
Asian Bamboo,
AstroPower, Inc.,
Beyond Meat,
Boiron,
BWT AG,
Condomi AG,
Energy Conversion Devices,
EnerNOC,
Enhabit, Inc.,
Eurodrip,
Fannie Mae,
Gaiam,
Geox,
Green Mountain Coffee,
Grontmij,
Horizon Organic Holding,
Kansas City Southern,
L`Occitane International,
NEG Micon,
Oxford Health Plans,
Precious Woods,
Ricoh,
Starbucks,
Solarworld,
SunOpta,
Tesla, Inc.,
The Body Shop,
Transmeta,
Triodos Groenfonds,
Wedeco,
und
Whole Foods Market.

## Verwendung
Es existierte von 2017 bis 2019 sowie von 2021 bis 2024 erneut ein Indexfonds.
Außerdem existierten in der Vergangenheit Indexzertifikate.
Die taz veröffentlichte den nx-25 zumindest zeitweise auf ihrer Geldanlagenseite und schrieb zur Bedeutung des Index für „Öko-Investoren“: „Schließlich liefert er ein nicht unwichtiges Stimmungsbild des weltweiten grünen Kapitalmarkts, der mit dem Deutschen Aktienindex, internationalen sowie vergleichbaren Branchenindizes leicht mithalten kann, ja dessen Performance mitunter sogar besser liegt.“

## Geschichte
Der nx-25 ging am 29. Mai 2003 mit einem Startwert von 1499 Punkten aus dem NAI – Der Natur-Aktien-Index hervor. Der NAI war am 1. April 1997 unter dem Namen NAX von Max Deml, dem Herausgeber des Informationsdienstes Öko Invest, im Auftrag des Verlags natur media GmbH bzw. der Zeitschrift Natur entwickelt worden. Nach dem Einstieg der Securvita in die Entwicklung des NAI kam es zum Streit um die weitere Ausgestaltung und nach einem Streit um die Zusammensetzung des Index bzw. darum, ob zwei Titel der gleichen Branche vertreten sein dürfen, zum Bruch. Nach einem Rechtsstreit um den Namen Natur-Aktien-Index wurde der NAI von der Securvita fortgeführt, während der nx-25 als eigenständiger Index von Öko-Invest fortgeführt wurde.
Der nx-25 wurde zunächst durch den Öko-Invest-Verlag berechnet. Seit November 2020 erfolgt die Berechnung durch die Solactive AG.